# Na ostrove Dal'nem...
Na ostrove Dal'nem... (На острове Дальнем…) è un film del 1957 diretto da Nikolaj Vasil'evič Rozancev.